# 송북초등학교
송북초등학교는 대한민국 경기도 평택시 지산동에 있는 공립 초등학교이다.

## 학교 연혁
- 1955. 04. 01 개교
- 1957. 03. 21 제1회 졸업
- 1982. 03. 01 병설유치원, 특수학급 인가
- 1994. 03. 01 평택지산초등학교 분리 개교(20학급)
- 2004. 06. 03 경기도교육청 과학교육 선도학교 지정(5년)
- 2006. 10. 14 경기도교육청 과학교육 시범학교 운영보고회(2/2년차)
- 2008. 10. 30 경기도교육청 과학교육 선도학교 운영 보고회(5/5년차)
- 2009. 03. 01 교원 능력 개발 평가 선도학교 지정(1년)
- 2013. 09. 01 제19대 김명직 교장선생님 부임
- 2015. 02. 13 제59회 졸업식(18,328명)
- 2015. 03. 01 36학급 편성(특수학급 1), 병설유치원 3학급 편성

## 참고 자료
- 송북초등학교 - 한국교육학술정보원 학교알리미